# Буков (Прахова)
Буков (рум. Bucov) — село у повіті Прахова в Румунії. Адміністративний центр комуни Буков.
Село розташоване на відстані 59 км на північ від Бухареста, 5 км на північний схід від Плоєшті, 84 км на південний схід від Брашова.

## Населення
За даними перепису населення 2002 року у селі проживали 4539 осіб.
Національний склад населення села:
| Національність | Кількість осіб | Відсоток |
| -------------- | -------------- | -------- |
| румуни         | 4070           | 89,7%    |
| цигани         | 469            | 10,3%    |

Рідною мовою назвали:
| Мова      | Кількість осіб | Відсоток |
| --------- | -------------- | -------- |
| румунська | 4403           | 97,0%    |
| циганська | 136            | 3,0%     |